# La Estanzuela, delstaten Mexiko
La Estanzuela är en ort i kommunen Temascalcingo i delstaten Mexiko i Mexiko. Samhället hade 438 invånare vid folkräkningen 2020.